# Motlle (arqueologia)

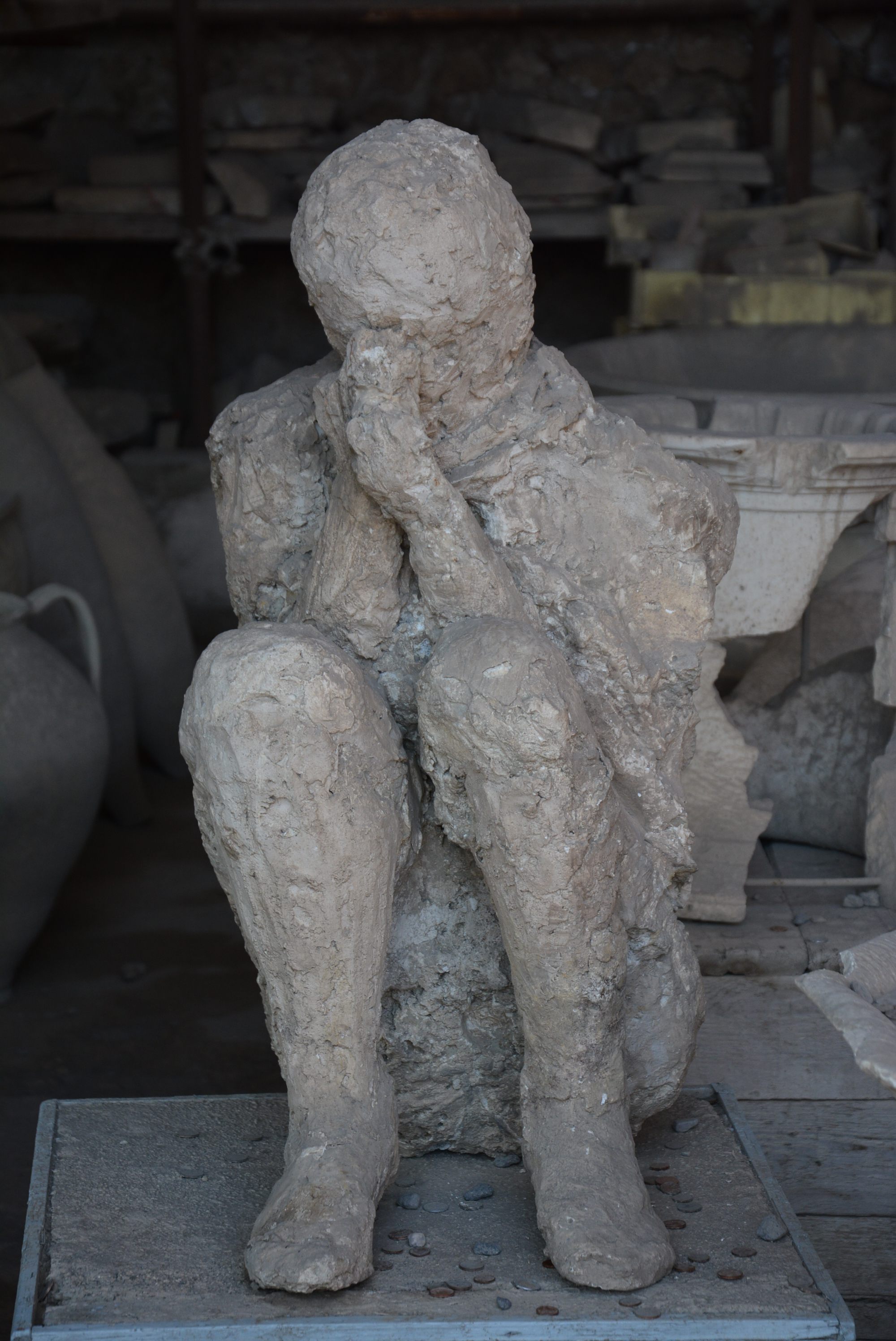
Motlle d'un home assegut amb la mà a la cara conservat als magatzems del Fòrum de Pompeia

En l'arqueologia, motlle de guix fa referència a la tècnica utilitzada en les excavacions arqueològiques del Vesubi per la qual, mitjançant guix o ciment i aigua, va ser possible el 1863 recuperar la forma dels éssers humans i els animals i les plantes objectes víctimes de la erupció del Vesuvi de l'any 79 dC.

## Història i descripció
Durant l'erupció del Vesuvi el 79, les víctimes van quedar atrapades sota una manta de lapilli i després de cendra: posteriorment es va cobrir tot amb els materials transportats pels fluxos piroclàstics.
Durant les primeres investigacions arqueològiques de l'antiga Pompeia, els arqueòlegs de vegades es trobaven davant d'espais buits: posteriorment van comprendre que havien estat ocupats per materials orgànics que podrien ser cossos humans o animals, restes d'objectes o plantes de fusta, que, coberts de la cendra que s'havia solidificat al llarg dels anys, havien experimentat el procés normal de deteriorament, deixant la seva empremta.

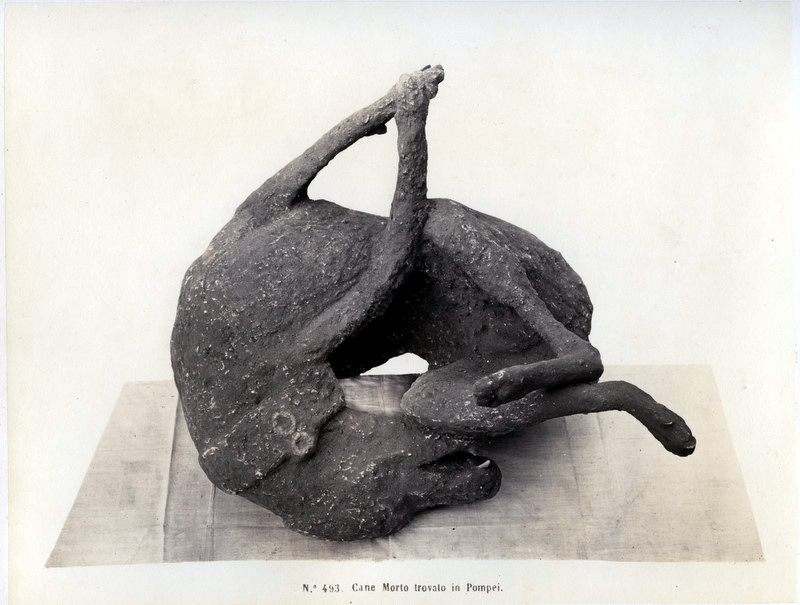
Motlle d'un gos de Pompeia en una foto de Roberto Rive

El 1823, el director de les excavacions de Pompeia, Antonio Bonucci, havia informat que el rastre d'una porta havia quedat a la cendra, però no va ser fins al 1856 que es va pensar a obtenir-ne una còpia mitjançant motlles de guix. Entre el 2 i el 5 de febrer de 1863, el nou director del lloc, Giuseppe Fiorelli, va experimentar per primera vegada amb la tècnica sobre restes humanes: això consisteix simplement, havent identificat la zona buida, a omplir-la amb una barreja de guix o ciment i aigua i un cop solidificat procedir a l'excavació. El resultat és la còpia exacta de l'objecte o ésser viu, amb les seves formes, la seva posició i, en el cas d'homes o animals, fins i tot els seus darrers gestos, així com traces de roba, el mobiliari que tenien amb ells. El primer lloc en què es van fer els motlles va ser un grup de quatre persones trobades a l'anomenat Vicolo degli Skeletri: es tractava d'un home, una dona estirada al costat, una nena i una dona amb la cara tapada i el ventre inflat.
Durant els anys següents, es van fer nombrosos motlles, inclosos els d'un nen, un home amb una cara terroritzada, un amb sandàlies als peus o un amb la cara coberta per un mantell mentre el 20 de novembre de 1874, a es va executar la casa d'Orfeu, la d'un gos.

### --
Les realitzades sota la direcció de Fiorelli i posteriorment sota la de Vittorio Spinazzola van quedar, especialment guardades en vitrines, als llocs del seu descobriment, mentre que amb Amedeo Maiuri es va traslladar una part d'aquestes a l'interior de l'Antiquarium de Pompeia. El grup de motlles més important també es va fer sota Maiuri, format per tretze persones, probablement un sol grup familiar, de l'anomenat Orto dei Fuggiaschi.
També es van fer motlles sobre arrels d'arbres com les dels plàtans de la Palestra Grande de Pompeia i de Villa San Marco a Stabia i sobre objectes com la porta d'entrada de la Casa dei Ceii de Pompeia.
A partir de 1984 es va experimentar una nova tècnica: es va abocar resina sobre una víctima trobada en un entorn de la Vila de Lucius Crassius Tertius a Oplonti de manera que tingués un motlle transparent que permetés veure tant l'esquelet com qualsevol objecte com joies que la gent portava al fugir.
El 2015 es varen restaurar vuitanta-sis motlles a partir dels quals es va realitzar una tomografia computada per tal de poder identificar l'edat, les condicions mèdiques i els hàbits de vida de les persones de qui s'havia fet el motlle.